# Lasse Lucidor

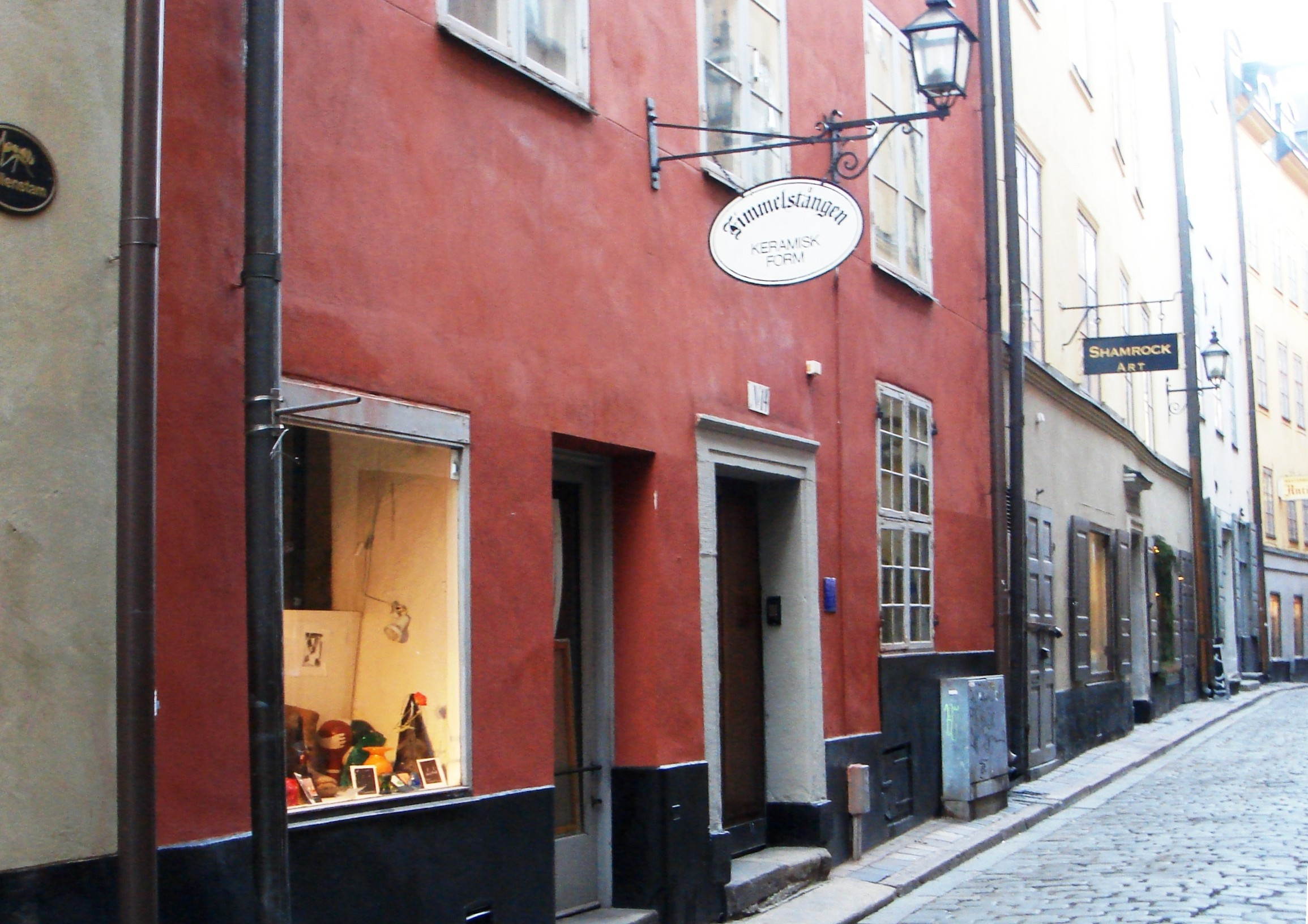
Kindstugatan 14, Gamla stan.

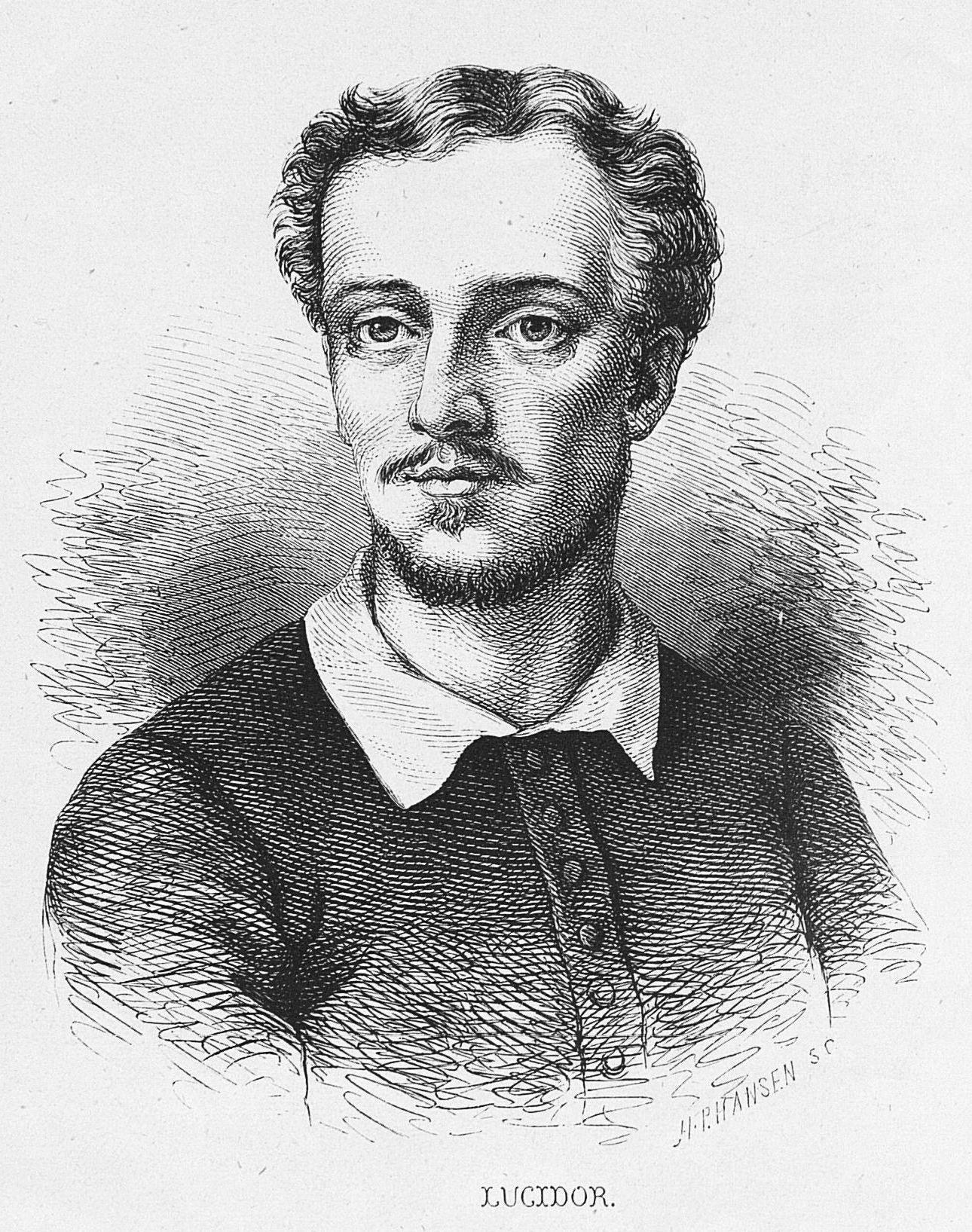
Lasse Lucidor. Xylografi utförd av Evald Hansen.

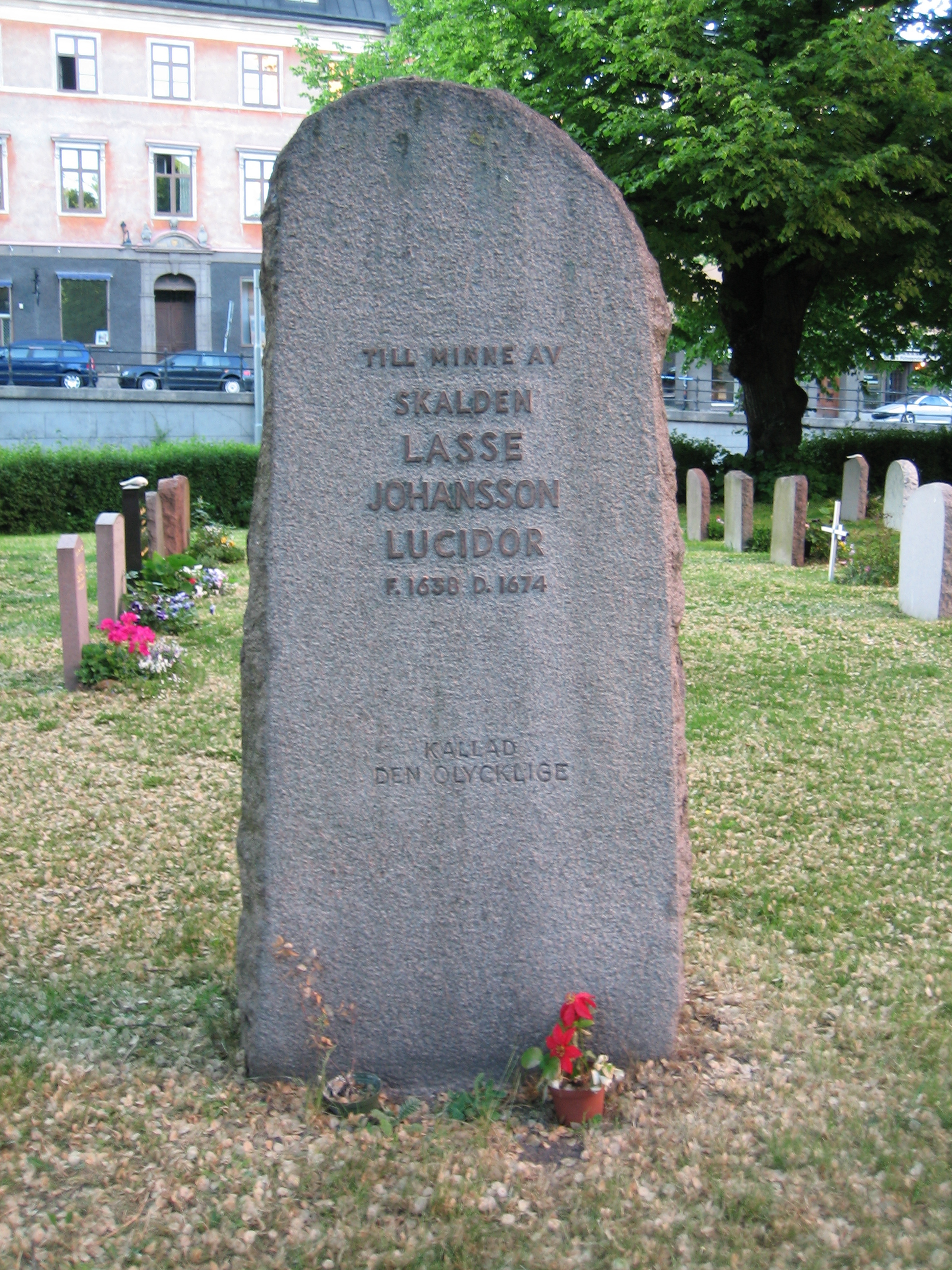
Lasse Lucidors minnessten på Maria Magdalena kyrkogård i Stockholm.

Lasse Lucidor, egentligen Lars Johansson, född 6 oktober 1638 i Stockholm, död 12 augusti 1674 i Stockholm, var en svensk författare, poet och vissångare. Han är känd för sin burleska och originella barockdiktning. Under sin livstid verkade han främst som tillfällighetsdiktare men har efter sin död uppnått större erkännande, bland annat genom diktsamlingen Helicons blomster (1689), som samlar många av hans verk.
Lucidor levde ett kringflackande liv och studerade i Tyskland innan han återvände till Sverige, där han arbetade som språkmästare och översättare. Han var en omstridd person, och 1669 fängslades han efter att ha skrivit en satirisk bröllopsdikt om Conrad Gyllenstierna, vilket bidragit till hans eftermäle som en fri och trotsig poet. Han avled i Gamla stan i Stockholm efter ett kroggräl som ledde till duell.
Utöver sina världsliga visor skrev Lucidor också andliga sånger, varav tre finns med i 1819 års psalmbok och en, Herre Gud, för dig jag klagar, även i 1986 års psalmbok. Hans dikter har senare blivit tonsatta av moderna trubadurer och kompositörer, bland andra Ulf Bagge och Martin Bagge.

## Biografi
Lucidor hade ett kort och stormigt liv. Han växte upp i ett välbärgat och respekterat hem men blev tidigt föräldralös, då båda föräldrarna var borta redan 1650.  
Han uppfostrades därefter i Pommern hos morfadern. Fadern, Johan Erichsson, hade varit kapten och skeppslöjtnant. Modern Kristin Larsdotters far var den adlade amirallöjtnanten Lars Strusshielm. Lucidor hade två äldre systrar och två yngre bröder. 
Lucidors uppväxtår och studietid var oroliga och han förde ett kringflackande liv. Tillsammans med amiralen och målsmannen Strusshielm uppehöll sig Lucidor under långa perioder i nordtyska städer som Stralsund och Szczecin. Efter morfaderns död övertogs beskyddarrollen sannolikt av den svenske generalguvernören av Pommern Carl Gustaf Wrangel, som ska ha "hållit Lars Johansson till studier och honom mycket påkostat". Det ryktades också att Wrangel, som var känd för sin svaghet för kvinnor, skulle vara Lucidors verklige far. Lucidor utbildade sig vid universiteten i Greifswald från hösten 1655 och därefter i Leipzig från 1659. Han reste 1661 till Frankrike för att studera språk, men brist på pengar tvingade honom att återvända till Sverige och systern i Borgholm. Hemresan 1662 skedde tillsammans med ett teatersällskap.
Han arbetade några år som språkmästare i Uppsala, där hans goda språkkunskaper gjorde honom till en mycket kompetent lärare.  
Efter tiden i Uppsala återvände han till Stockholm, där han drabbades av skammen att hans båda yngre bröder, på grund av upprepade brott och vanart, blev utvisade – den ena till Västindien och den andra till Ostindien. Lucidor själv ansågs fortfarande ha goda utsikter, men brödernas olyckliga öden påverkade honom djupt. Av ren blyghet förmådde han inte riktigt anstränga sig för att skaffa sig en meningsfull syssla. Därför hamnade han snabbt i svår fattigdom och tvingades försörja sig som språklärare och översättare. Dessutom skrev han tillfällighetsvers.
Lasse Lucidor slutade sitt liv i Stockholm som bröllops- och begravningspoet. Han tyckte att det var tokot at sälja sin frihet för några hundrad riksdaler om året, och han levde som han lärde.  
På kvällen den 12 augusti 1674 besökte Lasse Lucidor krogen Källaren Fimmelstång på Kindstugatan 14 i Gamla stan, Stockholm. Han var i sällskap med en kapten Bohm, en vicehäradshövding Furubom samt löjtnant Arvid Christian Storm (som var stamfar till den norske konstnären Edvard Munch). Man beställde in vin och mumma, och snart uppstod fullt kroggräl. Lucidor var på dåligt humör, "drev med värden åtskilliga äventyr", knäppte honom på näsan och for ut i hotfulla ord. När Storm reste sig och ville skåla med Lucidor vägrade poeten besvara skålen. Detta gav upphov till en duell med värjor. Efter ett kort handgemäng föll Lucidor baklänges i spisen med Storm över sig. Furubom skiljde dem åt. Med orden "Jag är stucken" vacklade Lucidor fram till bordet och avled inne på krogen av sina skador.
På Maria Magdalena kyrkogård står en minnessten för Lasse Lucidor. Han begravdes i en omärkt fattiggrav i norra änden av kyrkogården, vilken schaktades bort när Hornsgatan breddades 1901. Troligen åkte Lucidors kvarlevor med jordlassen och hamnade som fyllning i Tantolunden. Hans lösöre såldes för sammanlagt 99 riksdaler. 

### Författarskap
Lucidors skrifter spreds som skillingtryck och år 1689 utkom hans samlade verk i en bok med titeln Helicons Blomster | Plåckade ok | Wid åtskillige Tillfällen utdelte | af | LUCIDOR den Olyklige | Det är | Alle de poëtiske Skrifter | Som författade blefue Af | Lasse Johanson.
Lasse Lucidor satt en tid i fängelse för en bröllopsdikt, Giljare Kvaal (friarens kval), som han oombedd skrivit till Conrad Gyllenstiernas bröllop med Märta Christina Ulfsparre den 18 november 1669. Bröllopet var högadligt och kungen var gäst, och Lucidor utmålar Gyllenstierna (friaren) som mycket svartsjuk, till och med i Lucidors diktning "At han för Boleri förtänker Jomfruns bro’er" dvs att han till och med var svartsjuk på brudens egen bror.
Visan har påståtts ha förbjudits av kung Karl X Gustav. Lucidor friades dock efter att ha suttit fängslad i ett halvår. Symbolvärdet i att en diktare sätts i fängelse för vad han skrivit är stort och delvis baserat på denna händelse har eftervärlden kommit att uppfatta honom som en tidig representant för den frie poeten, som skriver efter sitt hjärta i stället för på beställning. Nils Ferlin har hyllat Lucidor i dikten och sången På källaren Fimmelstången, där löjtnant Storm – den person som senare dödade Lucidor i duell – hånar Lucidor och kallar hans dikter för strunt. Torbjörn Säfve har med inspiration från Lucidors liv skrivit en roman med samma titel som Lucidors mest kända visa Skulle jag sörja då vore jag tokot. Den första strofen lyder:
SKulle Jag sörja då wore Jag tokot,
Fast än thet ginge mig aldrig så slätt,
Lyckan min kan fulla synas gå krokot,
Wackta på Tijden hon lär full gå rätt;
All Werlden älskar Ju hwad som är brokot,
Mången mått liwa som eij äter skrätt.
Dikten finns även parafraserad av Gustaf Fröding i Ett Helicons blomster.
Musiken till Lucidors psalmer och visor tecknades aldrig ned och bevarades. De tre andliga visorna "Herre Gud för tigh jag klagar", som återfinns även i 1986 års psalmbok, samt "O Syndig Man" och "O Ewigheet" utgör undantag, eftersom de togs in i 1695 års psalmbok (melodierna till dem trycktes i koralboken 1697). "Herre Gud för dig jag klagar" speglar Lucidors kristna livshållning på ett tydligt sätt med dess motsättning mellan livet som det blev och som det borde vara och hur det rättas till. Det talas om hur han "ryser i märgen när min uselhet jag ser" osv. Sedan "samvetet mig väcker och jag ångrar mina fel" kommer de centrala slutverserna:
Döden gör mig icke häpen,
ändock han är faselig.
Ty han är af Christus dräpen
och kan icke skada mig
Domen fruktar jag wäl stort,
efter jag har illa gjort,
men den trösten jag ej glömmer
att min broder Jesus dömer.
...Jesus hjälper utur nöden
uti lifwet som i döden.
Utsikterna till att ett manuskript med melodierna till Lucidors visor skulle kunna återfinnas måste för övrigt betecknas som helt obefintliga. I Helicons blomster 1689, det första trycket där visorna ingår, fanns inga melodier. Det var över huvud taget ovanligt att man kostade på nottryck i vissamlingar från 1600-talet. Man gjorde heller inte någon tydlig åtskillnad mellan andliga och världsliga melodier. Samma melodi kunde alltså förekomma såväl i kyrkan som på krogen. För att lösa problemet kan man som Ulf Bagge med flera tonsätta dikterna. En annan väg har bland annat Martin Bagge gått – ett rekonstruktionsförsök genom att göra en omfattande inventering av såväl andliga som världsliga vismelodier av tysk, dansk, svensk och i någon mån fransk musik. Noterna finns i en nyutgiven bok "Wärldslige och Andelige Wisor". Även Bernt Malmros med ensemble har rekonstruerat Lucidors visor satta i ett specifikt sammanhang.